# سی‌اس‌اس فینکس
سی‌اس‌اس فینکس (به انگلیسی: CSS Phoenix) یک کشتی بود که طول آن ۲۵۰ یا ۱۵۲ فوت (۷۶٫۲ یا ۴۶٫۳ متر) بود. این کشتی در سال ۱۸۶۴ ساخته شد.